# Овсяниківка
Овсяникі́вка — село в Україні, у Катеринівській сільській громаді Кропивницького району Кіровоградської області. Населення становить 480 осіб. Колишній орган місцевого самоврядування — Овсяниківська сільська рада. Село розташоване на відстані 25 кілометрів від м. Кропивницького.
05.02.1965 р. Указом Президії Верховної Ради Української РСР передано Овсяниківську сільраду Маловисківського району до складу Кіровоградського району.
День села — 24 серпня.
Неподалік від села розташоване заповідне урочище «Польський ліс».

## Галерея

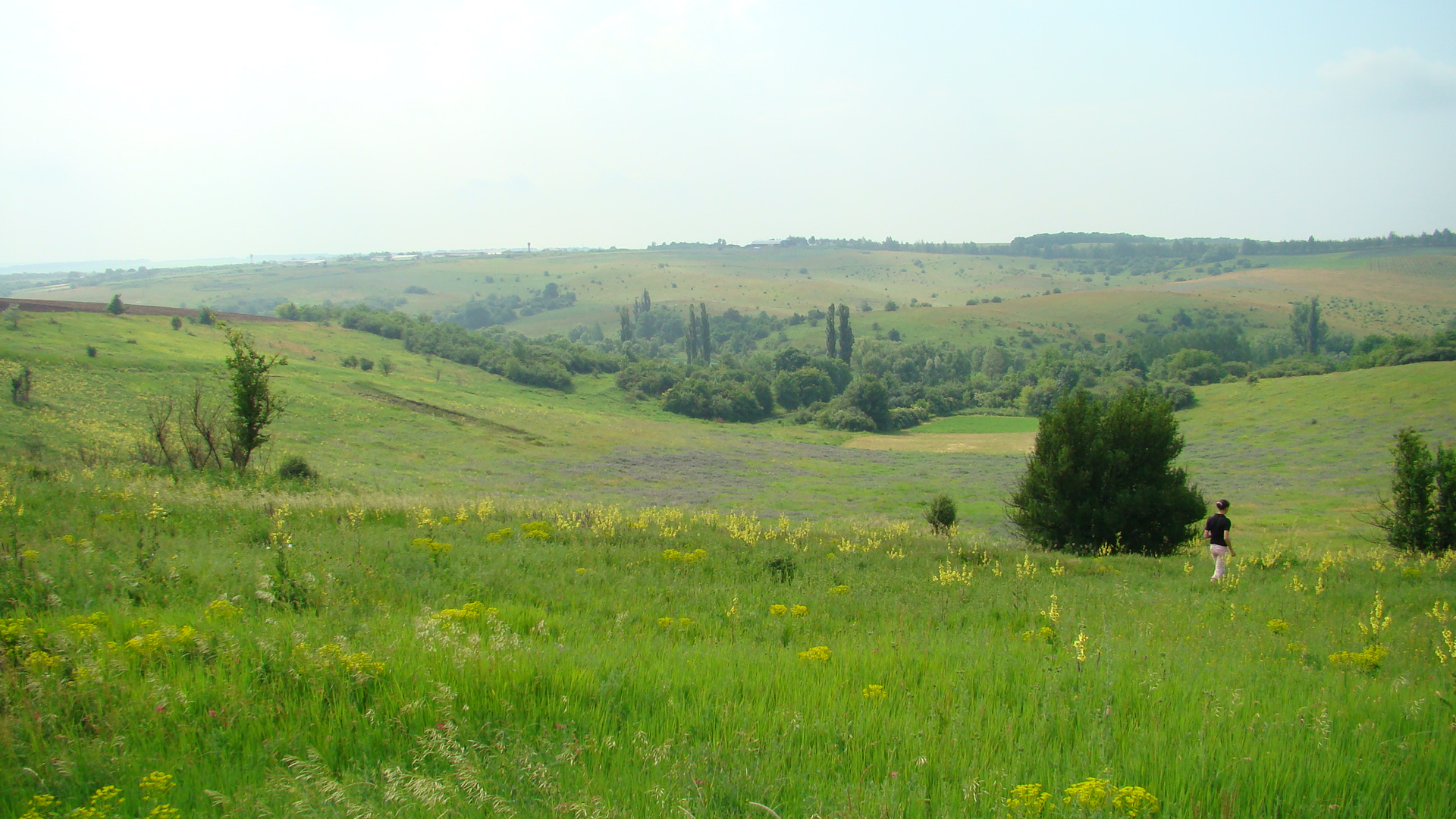
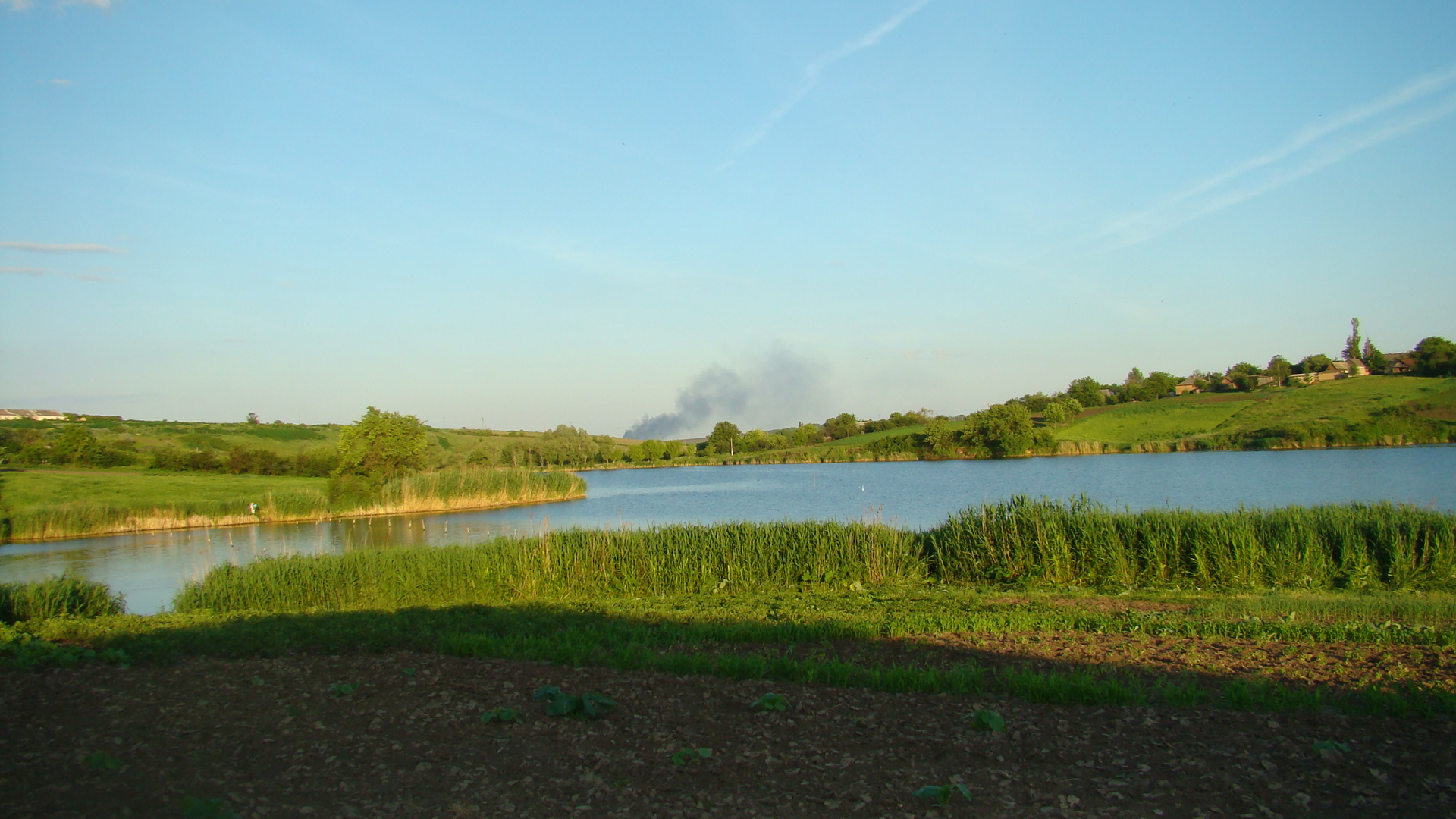
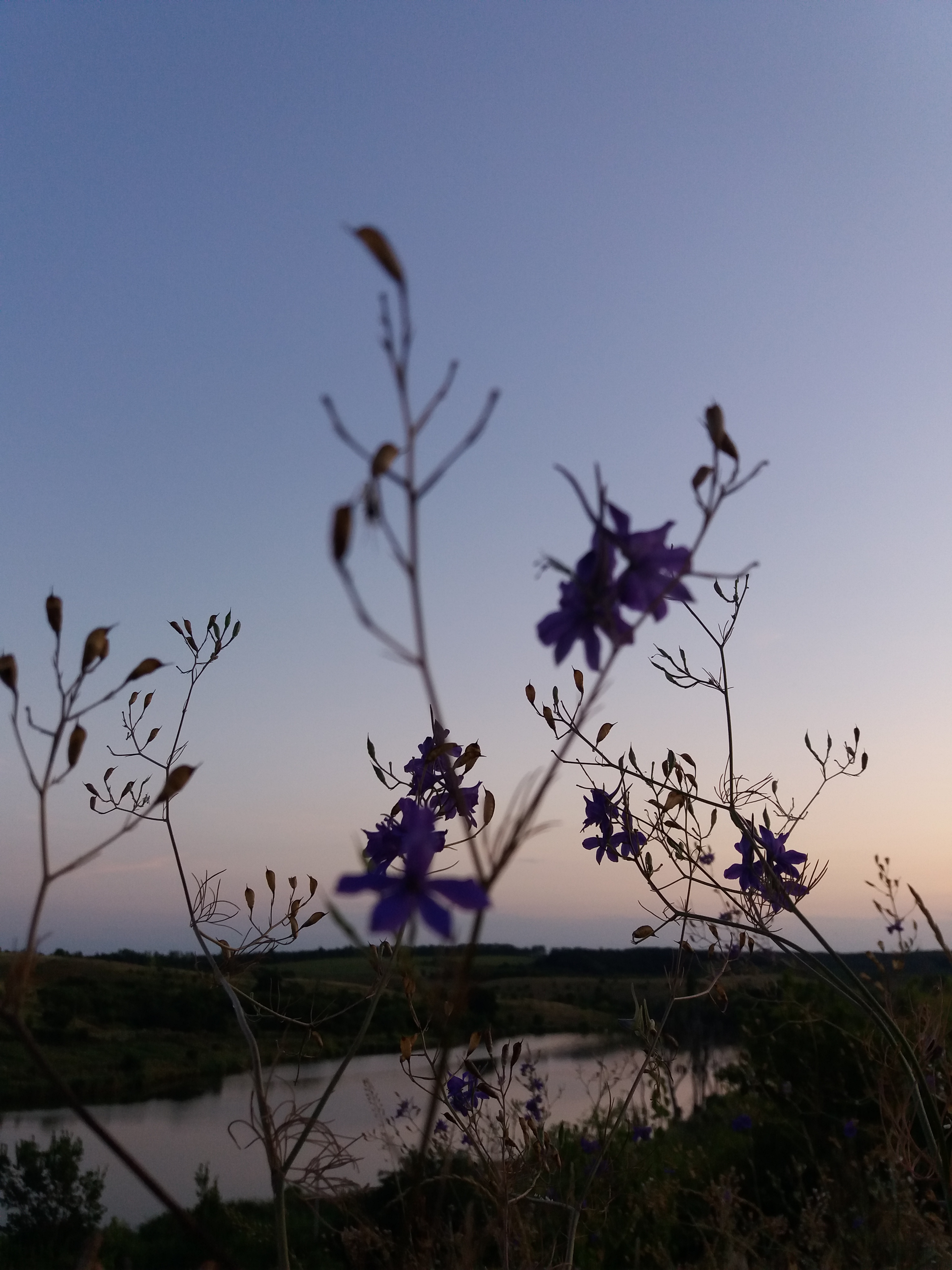
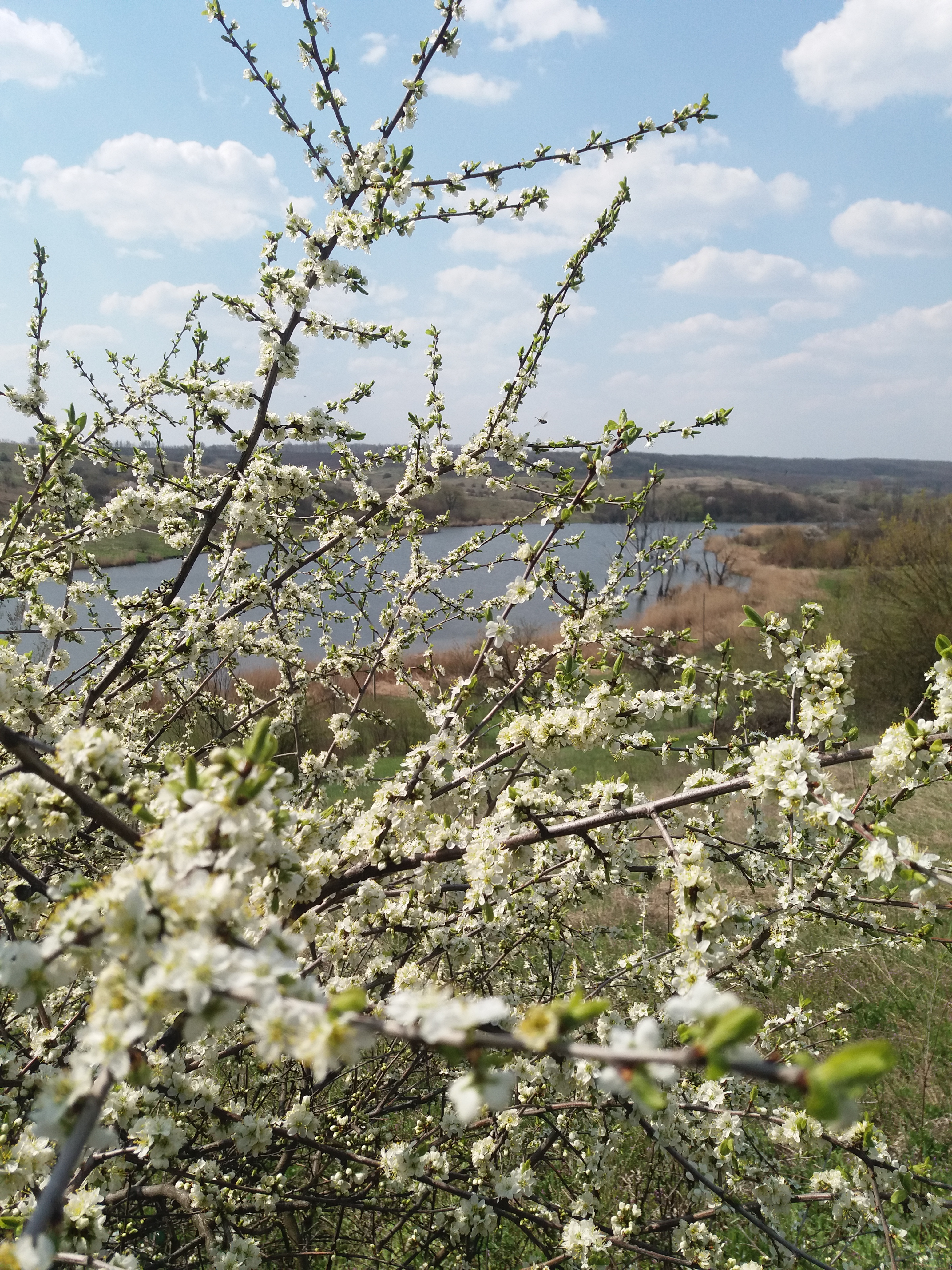
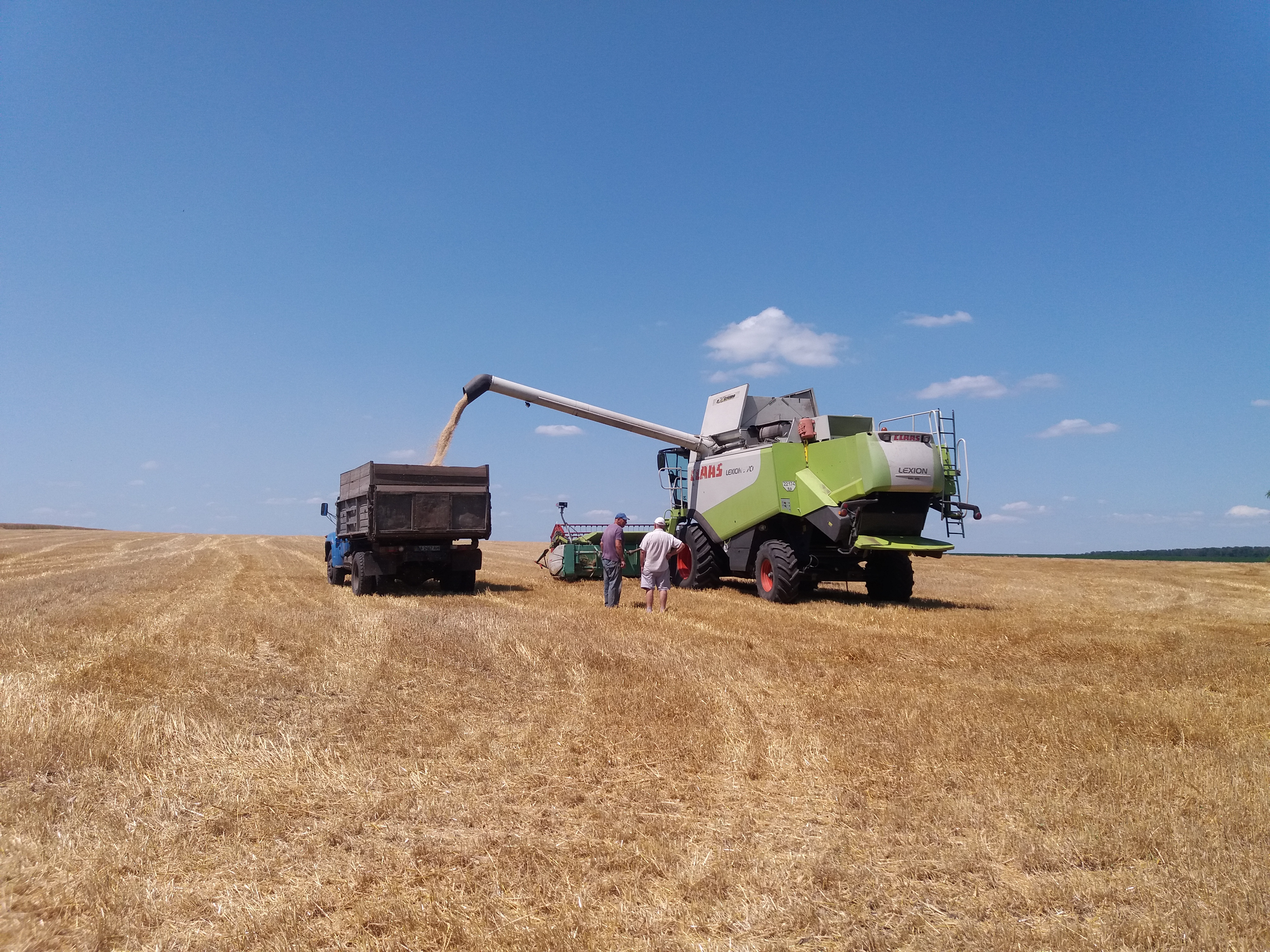
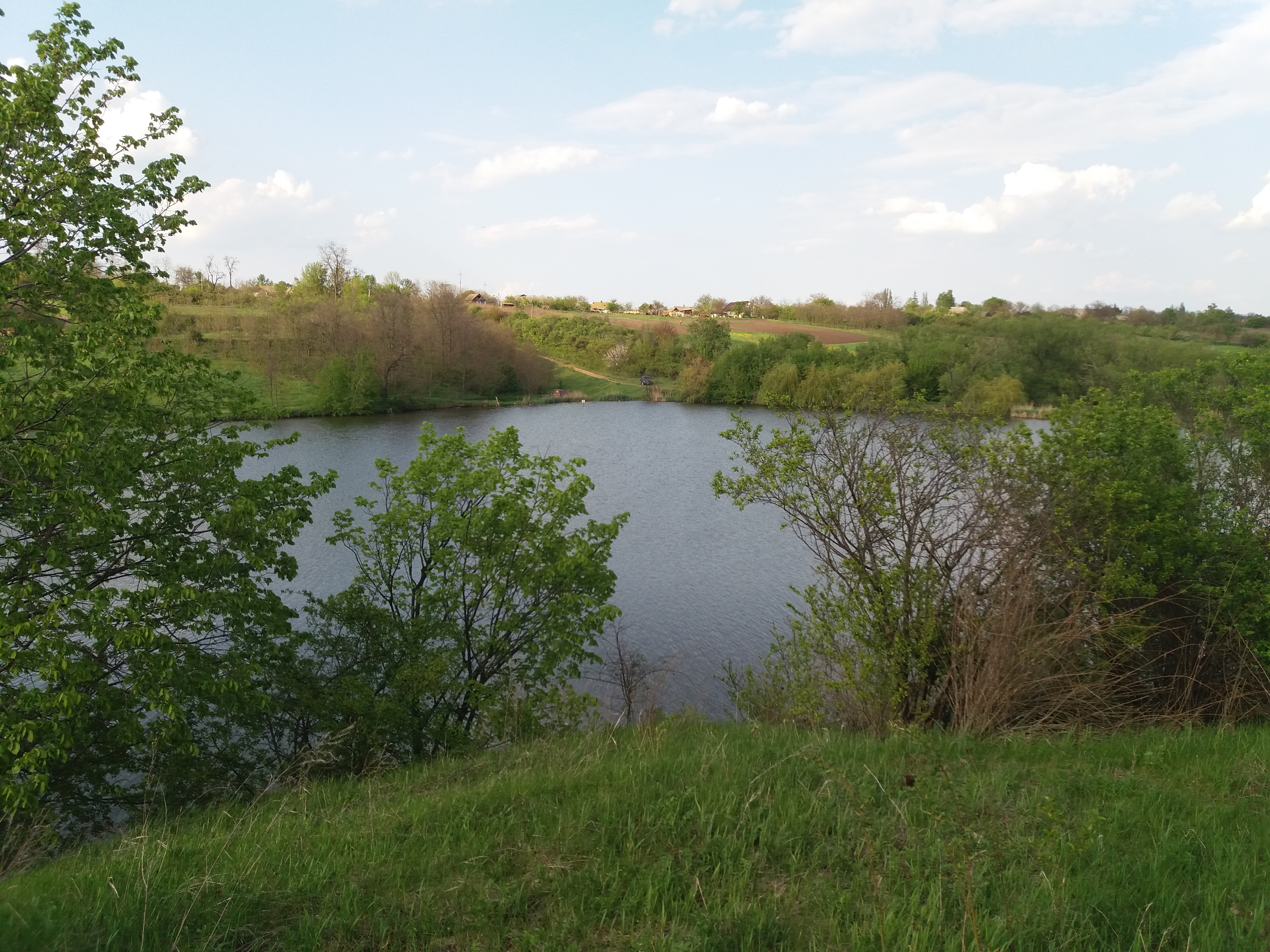

## Населення
Згідно з переписом УРСР 1989 року чисельність наявного населення села становила 541 особа, з яких 234 чоловіки та 307 жінок.
За переписом населення України 2001 року в селі мешкало 488 осіб.

### Мова
Розподіл населення за рідною мовою за даними перепису 2001 року:
| Мова       | Відсоток |
| ---------- | -------- |
| українська | 92,08 %  |
| молдовська | 3,54 %   |
| російська  | 3,54 %   |
| білоруська | 0,21 %   |
| вірменська | 0,21 %   |
| єврейська  | 0,21 %   |
| інші       | 0,21 %   |